# Tom Wilson (hockey sobre hielo)
Tom Wilson (Toronto, Ontario, 29 de marzo de 1994), apodado Willy, Willy Baby, Whip o Ten Train, es un jugador profesional canadiense de hockey sobre hielo que se desempeña en la posición de extremo derecho en Washington Capitals, equipo de la National Hockey League (NHL).

## Carrera
Fue seleccionado en la primera ronda en la NHL Entry Draft de 2012. Hizo su debut profesional con el equipo Washington Capitals, donde lleva jugando doce temporadas.